# 十八家子镇
十八家子乡，是中华人民共和国辽宁省铁岭市昌图县下辖的一个乡镇级行政单位。

## 行政区划
十八家子乡下辖以下地区：
新华村、西太村、十八家子村、金家村、水泉村、双堆子村、八岔村、黑鱼村、牛庄窝堡村和傅有村。